# Almáttki áss
Hinn almáttki áss (l'onnipotente "dio" áss) è una divinità norrena sconosciuta citata in un'invocazione islandese su un diadema ad anello. Questa preghiera viene citata specialmente nel Landnámabók (Hauksbók 268):
| Hjálpi mér svá Freyr ok Njörðr ok inn almáttki Áss | Possano Freyr e Njörðr e l'onnipotente ás aiutarmi |  |

## Teorie
Sono state avanzate numerose ipotesi sull'identità di questa divinità.

### Thor
L'identificazione con Thor è sicuramente la più comune. L'aggettivo "onnipotente" si lega bene con lui ed era una divinità importante al tempo della colonizzazione dell'Islanda.

### Ullr
L'"almáttki áss" potrebbe anche essere Ullr, dato che nell'Atlakviða (30) Gudrun cita le preghiere Gunnar presenti sull'anello di Ullr. Secondo Rudolf Simek questa teoria sarebbe in contraddizione con la relativa importanza del culto di Ullr.

### Odino
L'espressione potrebbe fare riferimento ad Odino, dato che era il più importante dio del pantheon norreno. Ma oltre al fatto che il suo culto non era molto diffuso in Islanda, la sua natura impredicibile sembra contrastare con questa soluzione.

### Týr
Rudolf Simek ipotizza anche che almáttki áss potrebbe essere Týr. Anche se questo dio era poco conosciuto in Islanda, il giuramento era legale, e Týr era storicamente legato alla legge.

### Cristianesimo
Infine, dato che la preghiera fu trasmessa da un autore cristiano, l'"almáttki áss" potrebbe avere avuto un significato cristiano. John Lindow quindi ipotizza che forse l'autore «...considerava l'almighty áss come una nobile anticipazione pagana della nuova religione che stava arrivando». Régis Boyer condivide questa ipotesi, sottolineando il fatto che il termine almáttki non si trova in nessun altro contesto pagano.